# Return to Fantasy
Return to Fantasy (с англ. — «Возвращение к фантазии») — восьмой студийный альбом британской рок-группы Uriah Heep, выпущенный 13 мая 1975 года фирмой Bronze в Великобритании и Warner Bros. Records в США. Альбом известен заглавной песней «Return to Fantasy».

## Об альбоме
Накануне записи произошла очередная смена состава. Басист Гэри Тейн ушёл по обоюдному согласию, поскольку из-за наркозависимости физически не справлялся с жёстким графиком гастролей и записи. Позже, 8 декабря 1975 года, Гэри Тейн умер в возрасте 27 лет от передозировки. Ему на смену из Roxy Music пришёл бас-гитарист Джон Уэттон, игравший ранее в группах Family и King Crimson.
Return to Fantasy — единственный альбом группы, попавший в десятку лучших в британских чартах, поднялся на 7-е место. При этом в британской прессе альбом получил разгромную критику.

## Список композиций
Слова и музыка всех песен — написаны Кеном Хенсли, Миком Боксом, Дэвидом Байроном и Ли Керслейком, если не указано иное.
| №  | Название            | Автор(ы)                 | Длительность |
| -- | ------------------- | ------------------------ | ------------ |
| 1. | «Return to Fantasy» | Кен Хенсли, Дэвид Байрон | 5:52         |
| 2. | «Shady Lady»        |                          | 4:46         |
| 3. | «Devil’s Daughter»  |                          | 4:48         |
| 4. | «Beautiful Dream»   |                          | 4:52         |

| №                   | Название                | Автор(ы)            | Длительность |
| ------------------- | ----------------------- | ------------------- | ------------ |
| 1.                  | «Prima Donna»           |                     | 3:11         |
| 2.                  | «Your Turn to Remember» | Кен Хенсли          | 4:22         |
| 3.                  | «Showdown»              |                     | 4:17         |
| 4.                  | «Why Did You Go»        |                     | 3:53         |
| 5.                  | «A Year or a Day»       | Кен Хенсли          | 4:22         |
| Общая длительность: | Общая длительность:     | Общая длительность: | 40:23        |

## Участники записи
Список составлен по сведениям базы данных Discogs.
| Uriah Heep: - Дэвид Байрон — вокал - Мик Бокс — гитара - Кен Хенсли — клавишные, синтезаторы, бэк-вокал - Джон Уэттон — бас-гитара, меллотрон, бэк-вокал - Ли Керслейк — ударные, перкуссия, бэк-вокал | Технический персонал: - Джерри Брон — продюсер - Питер Галлен — звукоинженер - Дэйв Бёрнс — ассистент звукоинженера - Дэйв Харрис — ассистент звукоинженера - Гарри Мосс — мастеринг-инженер - Дэйв Филд — художник - Джо Гаффни — фотограф |

## Позиции в хит-парадах
| Год  | Хит-парад                                  | Высшая позиция | Пребывание |
| ---- | ------------------------------------------ | -------------- | ---------- |
| 1975 | Австралия (Kent Music Report)              | 2              | нет данных |
| 1975 | Австрия (Ö3 Austria)                       | 3              | 16 недель  |
| 1975 | Великобритания (UK Albums Chart)           | 7              | 6 недель   |
| 1975 | Дания (Hitlisten)                          | 12             | 3 недели   |
| 1975 | Канада (RPM Albums Chart)                  | 83             | 4 недели   |
| 1975 | Нидерланды (Nationale Hitparade LP Top 20) | 10             | 5 недель   |
| 1975 | Новая Зеландия (RMNZ)                      | 29             | 3 недели   |
| 1975 | Норвегия (VG-lista)                        | 2              | 22 недели  |
| 1975 | США (Billboard Top LP’s & Tape)            | 85             | 10 недель  |
| 1975 | Финляндия (Suomen virallinen lista)        | 8              | 17 недель  |
| 1975 | ФРГ (Offizielle Top 100)                   | 21             | 4 недели   |
| 1975 | Япония (Oricon)                            | 74             | нет данных |

| Хит-парад (1975)               | Позиция |
| ------------------------------ | ------- |
| ФРГ (Jahrescharts Deutschland) | 49      |

## Сертификации
| Регион                                                      | Сертификация | Продажи |
| ----------------------------------------------------------- | ------------ | ------- |
| Великобритания (BPI)                                        | Серебряный   | 60 000^ |
| ^ Данные о тиражах приведены только на основе сертификации. |              |         |